# مجلة بويوك دوغو
بويوك دوغو كانت إحدى المنشورات السياسية الإسلامية المبكرة في تركيا. بدأت كصحيفة يومية ثم أعيد إطلاقها كمجلة أسبوعية. كانت مجلة بويوك دوغو "واحدة من منفذين الفكر الإسلامي في الحرب الباردة في تركيا". كانت المجلة بمثابة منصة لمؤسسها، نجيب فاضل قيصاكوريك، لنشر حججه وآرائه. كانت متداولة بين عامي 1943 و1978 مع بعض الفواصل، وأنتجت ما مجموعه 512 إصدارًا. تم إغلاق مجلة بيوك دوغو من السلطات ثلاث عشرة مرة خلال فترة تشغيلها الممتدة لخمسة وثلاثين عامًا.

## التاريخ والملف الشخصي

### طبعة الصحيفة
صدرت صحيفة بويوك دوغو لأول مرة كصحيفة يومية في 17 أيلول 1943 بهدف أن تكون صحيفة للشعب التركي المسلم الملتزم بالله ونظرة عالمية جديدة. لذلك كان هدفه تعليم الناس عن إيمانهم.
كان مؤسسها شخصية يمينية محافظة بارزة، نجيب فاضل قيصاكوريك. كان من بين المساهمين في بويوك دوعو العديد من الصحفيين والكتاب البارزين: ضياء شاكر، محمود يسري، رشاد أكرم كوجو، نور الله بيرك، حلمي ضياء أولكن، محمد فاروق جورتونجا، صوف نوري إيليري، حسين جاهد يالتشين، نظام الدين نظيف، نجاة. محسن أوغلو، بيامي صفا، شكرو بابان، برهان بيلجي، كاظم نامي، صالح زكي، توفيق فكرت ، أوزدمير آساف ، إسكندر فكرت، كنان هارون، صلاح بيرسيل، محمد تورهان، وسعيد فايق. كما كتب الصحفي الإسلامي جيفات رفعت أتيلهان للمجلة بالإضافة إلى مجلة "سبيل الرشاد"، وهي مجلة محافظة أخرى. على الرغم من وجود مجموعة واسعة من الكتاب الذين نشروا مقالات في مجلة بيوك دوغو ، إلا أن معظم المقالات كتبها نجيب فاضل قيساكوريك الذي استخدم العديد من الأسماء المستعارة.
وكانت الصحيفة واحدة من أشد المنتقدين للعلمانية في تركيا. في 2 تشرين الثاني 1943، حُظرَت صحيفة بويوك دوغو بسبب المقالات التي كتبها نجيب فاضل كيساكوريك بأسماء مستعارة مختلفة.

### طبعة المجلة
في عام 1945 أعيد تشغيل بويوك دوغو كمجلة أسبوعية. وكانت شائعة جدًا بين القراء المحافظين. وواصلت المجلة معارضتها للحزب الحاكم، حزب الشعب الجمهوري، وانتقدت توظيف النساء. بعد عام واحد من بدايته، نشر نجيب فاضل تعليقه على بروتوكولات حكماء صهيون والذي احتوى على نبرة معادية للصهيونية بشكل واضح. نُشرت ترجمة تركية لكتاب اليهودي الدولي في مجلة بويوك دوغو عام 1949. وكان أحد المساهمين فيها هو سليمان يالتشين، وهو مفكر وطبيب محافظ، نشر مقالات في المجلة من عام 1956 إلى عام 1959 وفي عام 1972.
وعندما فاز الحزب الديمقراطي بالانتخابات وشكل الحكومة في عام 1950، لم تدعم المجلة الحزب بسبب نهجه المعتدل. ومع ذلك، بويوك دوغو أصبحت إحدى المنشورات المؤيدة للحزب الديمقراطي مع مرور الوقت. في الخمسينيات من القرن الماضي، كان الهدف الرئيس لمقالات نجيب فاضل في بويوك دوغو هو الصحفي أحمد أمين يالمان. اتهم يالمان بأنه دونمي وخائن.
في آذار 1951، نظم طلاب جامعيون يساريون مظاهرات احتجاجية ضد كل من بويوك دوغو وسيبيل رشاد بسبب نهجهما الديني، وتدخلت القوات التركية. كما أدت انتقادات بويوك دوغو للإصلاحات التي نفذها مصطفى كمال أتاتورك في آذار 1959 إلى احتجاجات عنيفة من أساتذة الجامعات والطلاب والصحفيين.
بالإضافة إلى المحتوى السياسي، عرضت بويوك دوغو العديد من الأمثلة للقصائد الرمزية التي تم صياغتها رسميًا في مجلة أدبية سابقة تدعى درجاه. تم حظر مجلة بويوك دوغو وتوقفت عن النشر في 5 حزيران 1978 بعد نشر 512 عددًا. خلال فترة عملها، تم إغلاقها ثلاثة عشر مرة على الأقل.